# Berättelsen om Genji
Berättelsen om Genji [gendʒi] eller Genji monogatari (japanska: 源氏物語?, Genji monogatari), i äldre litteratur även Genjis roman, är en japansk roman av Murasaki Shikibu skriven omkring år 1000. Den betraktas allmänt som den första japanska romanen i modern mening. Den anses också vara världslitteraturens första realistiska roman.
Huvudpersonen är i boken fulländad både inom- och utombords, och har i den japanska kulturtradition som ett resultat blivit något av ett mansideal. Boken ses som ett typiskt litterärt verk ur Heianperioden.

## Handling

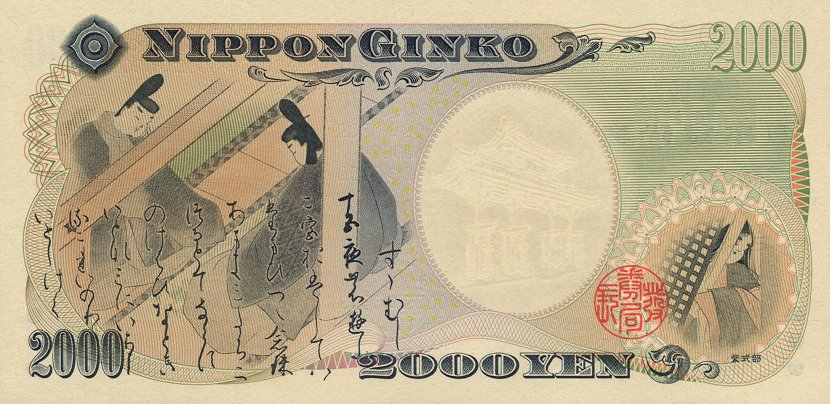
En japansk 2000 yen-sedel med en scen ur Berättelsen om Genji.

Boken består av 54 kapitel. Handlingen är förlagd till 700-talet, en period som vid 1000-talets början verkar ha omgetts med ett visst romantiskt skimmer. De första två tredjedelarna handlar om den oförliknelige prins Genji, resten om vad som händer efter hans död. Genji är idealmannen för hovet under den heianska tiden: poet, målare, dansör och musiker. Men framför allt är han framgångsrik i erotiken. Hans älskarinnor varierar mellan förnäma adelsdamer och obetydliga varelser, skräckslagna inför en så förnäm älskare. Genji är den fulländade älskaren. Hans efterträdare är Niou och Kaoru men de är inte lika perfekta. Niou är för ytlig, Kaoru för känslig.

## Sammansättning
Berättelsen om Genji består av 54 böcker. Varje bok kallas jō(帖), och de är följande:
| Kapitel | Japanska                   |
| ------- | -------------------------- |
| 1       | Kiritsubo (桐壺?)          |
| 2       | Hahakigi (帚木?)           |
| 3       | Utsusemi (空蝉?)           |
| 4       | Yūgao (夕顔?)              |
| 5       | Wakamurasaki (若紫?)       |
| 6       | Suetsumuhana (末摘花?)     |
| 7       | Momiji no Ga (紅葉賀?)     |
| 8       | Hana no En (花宴?)         |
| 9       | Aoi (葵?)                  |
| 10      | Sakaki (榊?)               |
| 11      | Hana Chiru Sato (花散里?)  |
| 12      | Suma (須磨?)               |
| 13      | Akashi (明石?)             |
| 14      | Miotsukushi (澪標?)        |
| 15      | Yomogiu (蓬生?)            |
| 16      | Sekiya (関屋?)             |
| 17      | E Awase (絵合?)            |
| 18      | Matsukaze (松風?)          |
| 19      | Usugumo (薄雲?)            |
| 20      | Asagao (朝顔?)             |
| 21      | Otome (乙女?)              |
| 22      | Tamakazura (玉鬘?)         |
| 23      | Hatsune (初音?)            |
| 24      | Kochō (胡蝶?)              |
| 25      | Hotaru (螢?)               |
| 26      | Tokonatsu (常夏?)          |
| 27      | Kagaribi (篝火?)           |
| 28      | Nowaki (野分?)             |
| 29      | Miyuki (行幸?)             |
| 30      | Fujibakama (藤袴?)         |
| 31      | Makibashira (真木柱?)      |
| 32      | Mume ga E (梅枝?)          |
| 33      | Fuji no Uraba (藤裏葉?)    |
| 34      | Wakana: Jō (若菜上?)       |
| 35      | Wakana: Ge (若菜下?)       |
| 36      | Kashiwagi (柏木?)          |
| 37      | Yokobue (横笛?)            |
| 38      | Suzumushi (鈴虫?)          |
| 39      | Yūgiri (夕霧?)             |
| 40      | Minori (御法?)             |
| 41      | Maboroshi (幻?)            |
| X       | Kumogakure (雲隠?)         |
| 42      | Niō Miya (匂宮?)           |
| 43      | Kōbai (紅梅?)              |
| 44      | Takekawa (竹河?)           |
| 45      | Hashihime (橋姫?)          |
| 46      | Shī ga Moto (椎本?)        |
| 47      | Agemaki (総角?)            |
| 48      | Sawarabi (早蕨?)           |
| 49      | Yadorigi (宿木?)           |
| 50      | Azumaya (東屋?)            |
| 51      | Ukifune (浮舟?)            |
| 52      | Kagerō (蜻蛉?)             |
| 53      | Tenarai (手習?)            |
| 54      | Yume no Ukihashi (夢浮橋?) |

## Svenska utgåvor
- Genjis roman: en japansk Don Juan för 1000 år sedan, 1928 (översättn. av Annastina Alkman; inledn. av Bernhard Karlgren), Natur och kultur
- Berättelsen om Genji: de tidiga åren; översättning från engelska "The tale of Genji" av Kristina Hasselgren, 1986, Natur och kultur Levande litteratur, ISBN 91-27-01523-8
- Berättelsen om Genji: de tidiga åren, ny utgåva 2003, ePan, ISBN 91-7297-631-4